# Soral
Soral is een gemeente en plaats in het Zwitserse kanton Genève.
Soral telt 668 inwoners.